# Wanne (Stadtbezirk)
Wanne ist ein Stadtbezirk im Westen von Herne mit etwa 34.000 Einwohnern. Er besteht seit 1975. Er umfasst die Ortsteile Unser Fritz/Crange, Baukau-West und Wanne.

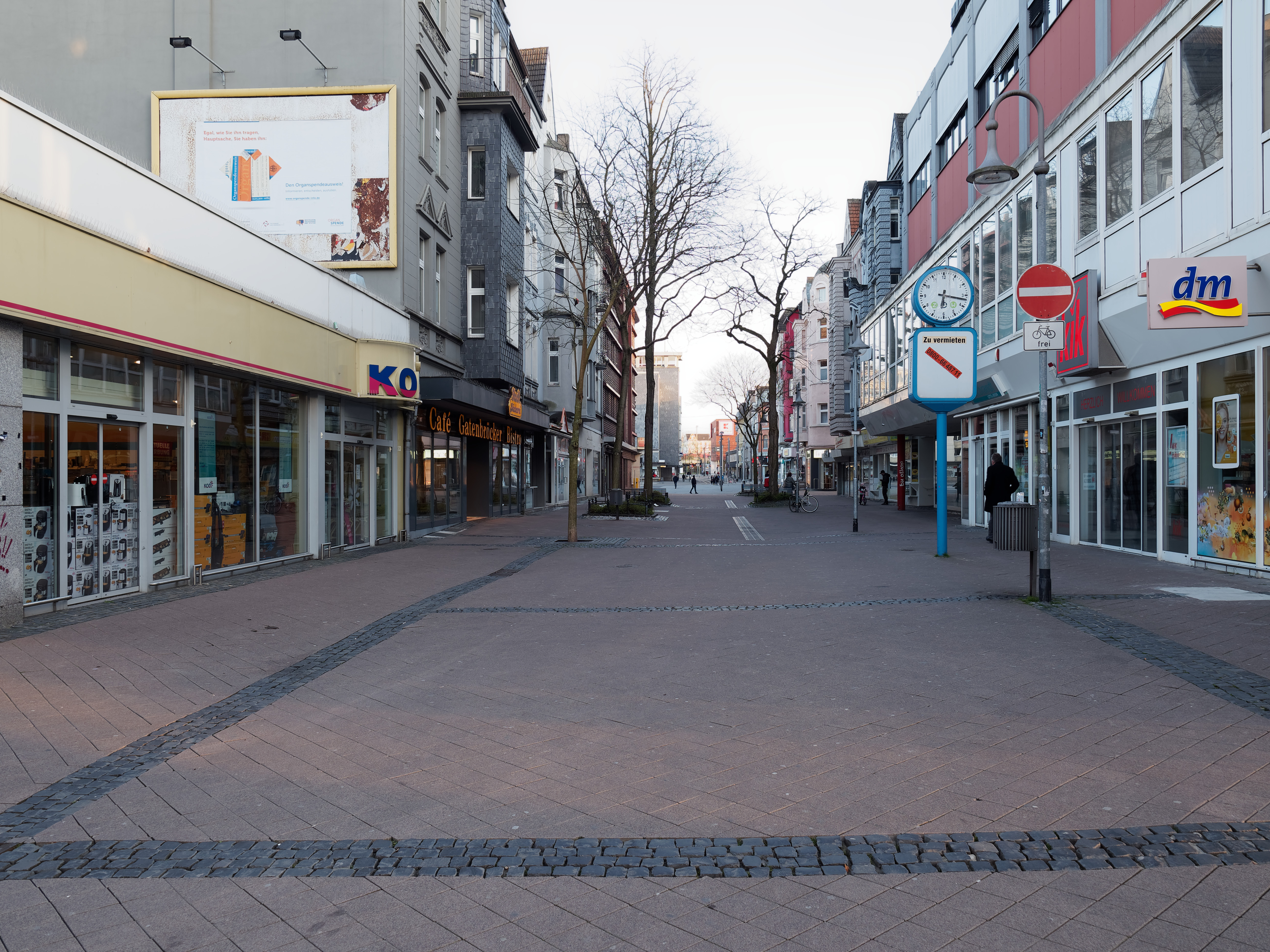
Hauptstraße in Wanne

Bezirksbürgermeister ist Uwe Purwin (2021).